# Bell Sound Recording Studio

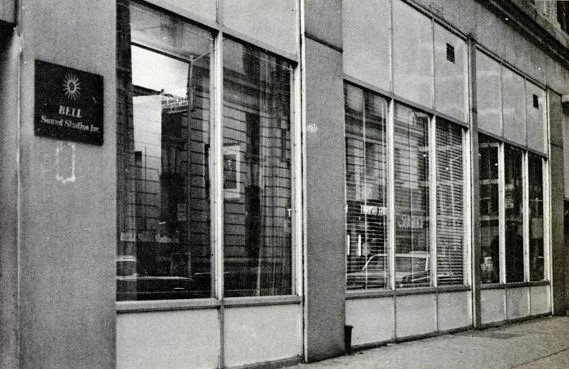
Bell Sound Recording Studios (ca. 1960er Jahre)

Die Bell Sound Recording Studios waren ein 1950 in New York City gegründetes, von Plattenlabels unabhängiges Tonstudio.

## Gründungsphase
Die Gründer Allen Weintraub und Dan Cronin trafen sich als Klassenkameraden in der Brooklyn Technical High School und begannen als ausgebildete Radiomechaniker mit der „Bell Recording Co.“ in einem Ladenlokal in der 73 Mott St, die in New Yorks Chinatown liegt. Die Studios entstanden im Juni 1950 mit einem Gründungskapital von 600 US$. Weintraub und Cronin begannen zunächst mit Aufnahmen für Hochzeiten oder Radio-Testsendungen.
Ab April 1953 erweiterten sie ihr Geschäftsgebiet auf Musikaufnahmen für Plattenlabels und nahmen am 30. März 1953 mit der Doo-Wop-Gruppe The Crows das von George Goldner produzierte Gee auf, bei dem Weintraub als Toningenieur fungierte. Das Lied wurde zum ersten Hitparadenerfolg der neuen Studios, denn es erreichte Rang 14 der US-Hitparade. George Goldner produzierte künftig den größten Teil seiner Doo-Wop-Gruppen bei Bell-Sound. Für derartige Musikaufnahmen benötigte man größere Studioräume. Das Studio zog deshalb um in die 89th West Street, wo im August 1953 für Faye Adams vier Musiktitel entstanden. Hierunter befand sich als erster großer Hit der spätere Millionenseller Shake A Hand. Das von Al Silver produzierte Lied markierte den Übergang zwischen Gospel und Rhythm & Blues und belegte in der Rhythm-&-Blues-Hitparade für 10 Wochen den ersten Rang. Bereits 1955 stand der nächste Umzug in die 46th St / 8th Ave an. Steigende Studioauslastung machte 1957 einen weiteren Umzug zur 237 West 54th Street erforderlich, wo die Studios die größte Fläche eines fünfstöckigen Gebäudes einnahmen und ihren endgültigen Standort erreicht hatten. Es handelte sich um ein ehemaliges Parkhaus, in welchem vier Aufnahmeräume (Studio A bis D) entstanden; Studio A war dabei das größte, es befand sich im obersten Stockwerk und war für die Aufnahme ganzer Orchester geeignet. Studio B war geringfügig kleiner als Studio A, konnte etwa 20 bis 25 Musiker aufnehmen und besaß eine kleine Gesangskabine. Studio C konnte bis zu zehn Personen aufnehmen und wurde für die Produktion von Demoaufnahmen genutzt, während Studio D für Quadrophonie- und später für Sprachaufnahmen (Voice-over) verwendet wurde. Studio B und C befanden sich nebeneinander im zweiten Stockwerk, zwischen beiden Aufnahmeräumen befanden sich die Räume für die Tonmischung und das Mastering.

## Die 1950er Jahre
Bell Sound war bereits in den 1950er Jahren eines der großen Studios in den USA. Hier entstand im Dezember 1955 in Studio A der Doo-Wop-Klassiker Why do Fools Fall in Love für Frankie Lymon & The Teenagers, begleitet von Jimmy Wright und seiner aus 5 Musikern bestehenden Band. Wrights bluesiges Tenorsaxophon-Solo kontrastierte mit der engelhaften Stimme des gerade 13-jährigen Leadsängers Frankie Lymon. Nach ihrer Veröffentlichung am 10. Januar 1956 verkaufte die Single innerhalb von 3 Wochen 100.000 Stück; mit insgesamt 2 Millionen verkauften Exemplaren und dem Status als erstem Nummer-eins-Hit machte der Song das Tonstudio weithin bekannt.
Während zunächst die großen Major-Labels ausschließlich ihre eigenen Tonstudios nutzten, buchten die Independent-Labels wie Old Town Records meist unabhängige Studios wie Bell Sound. Aber auch die großen Labels begannen ab 1957, die Bell-Studios einzubinden. So buchte der Decca-Records-Chef Bob Thiele am 13. November 1957 für die McGuire Sisters das Studio, um dort Sugar Time mit 16-köpfiger Band aufzunehmen. Er schätzte Bells innovative Isolations-Möglichkeiten, um den Rhythmus so aufzunehmen, wie er ihn hörte und war begeistert von der ungewöhnlichen Klarheit von jedem musikalischen Element. Das Lied belegte im Februar 1958 vier Wochen lang den ersten Rang. Buddy Knox verewigte am 28. März 1957 sein Rock Your Little Baby To Sleep. Am 5. April 1957 stand Jimmy Bowen hier mit fünf Titeln auf der Aufnahmeliste, woraus drei Singles entstanden (unter anderem Warm up to be my Baby; Mai 1957). Im April 1957 kamen erstmals Dion & the Belmonts für Tell Me Why und kehrten für I Wonder Why (April 1958) und den Millionenseller A Teenager in Love (April 1959) in die Studios zurück. Die Monotones standen im September 1957 für den Doo-Wop-Klassiker The Book of Love mit dem markanten einzelnen Schlag auf die Basstrommel hinter den Mikrofonen. Während ihrer Aufnahme flog ein Baseball-Ball ins Studio und verursachte einen dumpfen Knall. Der Lärm fiel während der Soundkontrolle auf, er passte jedoch als Basstrommel-Ersatz und wurde belassen. Clint Miller nahm hier Bertha Lou im November/Dezember 1957 auf. Die Chantels kamen am 16. Oktober 1957 ins Studio, um hier mit Maybe ihren ersten großen Hit von Richard Barrett produzieren zu lassen. Buddy Holly, dessen Hauptstudio von Norman Petty betrieben wurde, nahm bei Bell Sound am 25. Januar 1958 unter anderem Rave On als Inbegriff des guten Gefühls beim Rock & Roll auf, anwesend waren Petty (Piano), seine Band und Labelchef Bob Thiele. The Flamingos ließen sich am 31. Oktober 1958 von George Goldner den Doo-Wop-Klassiker I Only Have Eyes for You in einer dreistündigen Session ohne Overdubbing produzieren. Wilbert Harrison stand am 25. Februar 1959 in den Nachtstunden für Kansas City vor dem Mikrofon, begleitet unter anderem von Ike Turner am Piano. Der große Hit entstand in weniger als 30 Minuten und verursachte Studiokosten von lediglich 40 US-Dollar.
Lloyd Price nahm hier seine von Don Costa produzierte Single Personality am 25. März 1959 auf, sie erreichte Rang 2 der Popcharts. Die Drifters buchten Bell-Sound ab 1959 sehr häufig, hier entstanden Ruby Baby/Forty Days (13. April 1959) und This Magic Moment (23. Dezember 1959). Lloyd Price kehrte für Stagger Lee (11. September 1958), Where Were You on our Wedding Day (4. Dezember 1958), Lady Luck (8. Dezember 1959) und I’m Gonna Get Married (25. Mai 1959) zurück. Ronnie Hawkins ließ hier Forty Days (13. April 1959) und die LP Ronnie Hawkins (29. April 1959) produzieren. Im Juni 1959 brachte Manager Harry Balk seine Instrumentalband Johnny & the Hurricanes zu Bell-Sound, um Red River Rock aufzunehmen. Er bemerkte während einer Aufnahmepause, wie Organist Paul Tesluk experimentierte. Nach der Bitte, diese Passagen nochmals zu wiederholen, entstand Red River Rock. Die Everly Brothers machten ihre erste Aufnahmesession außerhalb Nashville bei Bell-Sound für Let It Be Me am 15. Dezember 1959, am 17. Dezember 1959 startete der von den Drifters getrennte Ben E. King seine Solo-Karriere im Studio mit Show Me the Way (produziert von Jerry Wexler). Seine zweite Solo-Session am 27. Oktober 1960 brachte Spanish Harlem hervor, am 27. März 1961 folgte Stand By Me.
Bill Haley & His Comets gingen nach dem Wechsel zu Warner Brothers am 7. Januar 1960 in die Bell-Studios, um Candy Kisses aufzunehmen, zwischen dem 12. und 27. Januar 1960 entstand auch Material für ihre erste Warner-LP Bill Haley and his Comets (April 1960). Die Doo-Wop-Formation The Capris präsentierte mit There’s a Moon out Tonight (Dezember 1958) ein ungewöhnliches Outro von der Falsett-Stimme zum Bass, anstatt umgekehrt. Erst bei seiner Wiederveröffentlichung im Dezember 1960 gelangte es in die Charts (Rang 3).
Im Juni 1959 bezogen die Studios weitere Räume in der 135 West 54th Street. Fabians schwache Gesangstalente erforderten viele Takes, so etwa bei seinem größten Hit Tiger (Juni 1959). Der beim selben Plattenlabel Chancellor Records unter Vertrag stehende Frankie Avalon nahm hier mit Venus (Februar 1959) und Why (November 1959) zwei Tophits auf.

## Die 1960er Jahre

### Paul Anka
Dauerkunde bei Bell-Sound war auch Paul Anka. Er begann hier bereits am 4. September 1957 unter Produzent Don Costa mit I Love You Baby. Während sein größter Hit Diana noch in den wenige Blocks weiter entfernt liegenden Capitol Recording Studios entstand, blieb er den Bell-Studios von seinem zweiten Hit You Are My Destiny (27. September 1957) an bis 1961 treu. Es folgten Crazy Love (25. Februar 1958), Put Your Head on my Shoulder (7. August 1958; blieb für fast ein Jahr bis zur Veröffentlichung am 5. August 1959 im Archiv), Lonely Boy war der erfolgreichste Hit (27. August 1958), (All Of A Sudden) My Heart Sings/Just Young (6. November 1958), Puppy Love/Adam and Eve (4. Dezember 1959), My Home Town (15. April 1960) oder Dance on Little Girl (1. Februar 1961).

### Drifters und Dionne Warwick
Die Drifters kehrten für ihren größten Hit Save the Last Dance for Me (19. Mai 1960) in die Studios zurück, es folgten Some Kind of Wonderful/Please Stay/Sweets For My Sweet/Room Full of Tears (1. Februar 1961), Up on The Roof (28. Juni 1962), On Broadway (22. Januar 1963) und I’ll Take You Home (12. April 1963). Am 13. Juli 1961 sang erstmals Dionne Warwick für die Drifters im Hintergrundchor bei Mexican Divorce, im August 1962 stand sie im Studio erstmals als Solistin bei Don't Make me Over vor dem Mikrofon. Für ihren Produzenten und Komponisten Burt Bacharach war es das wichtigste Tonstudio. Es war der Beginn einer großen Solokarriere mit Hits, die mit dem Titel Anyone Who Had a Heart (Oktober 1963) begann.

### Weitere Interpreten
Nochmals Doo-Wop kam von Little Anthony & the Imperials mit Tears on my Pillow (am 29. Mai 1958 noch auf einer 4 Spur-Bandmaschine aufgenommen) und Going out of my Head (November 1964). Einer der ersten Soulsänger war Solomon Burke, dessen Cry to me am 6. Dezember 1961 bei Bell Sound entstand.
Auch die großen Erfolge der Shirelles (Will You Love Me Tomorrow, November 1960; Mama Said, April 1961; Soldier Boy, März 1962) oder von Del Shannon (Runaway, 21. Januar 1961, Hats Off to Lary, 11. Mai 1961; Little Town Flirt, 20. November 1962) stammten aus dem Studio. Ferrante & Teicher, zwei Lehrer der Juilliard School, ließen hier ihre zwei Klaviere mit großem Orchester für die Instrumentals Apartment (Juli 1960) und Exodus (November 1960) einpegeln. Gene Pitney begann seine Karriere in den Studios mit (I Wanna) Love My Life Away (Januar 1961) und Every Breath I Take (August 1961). Weitere Balladen folgten mit Town Without Pity (Oktober 1961), Only Love can break a Heart (September 1962) oder It Hurts to be in Love (Juli 1964).
Ray Charles nahm im Studio mehrere LPs auf, aus denen große Hits ausgekoppelt wurden, so etwa die Single Unchain my Heart (5. Juli 1961), die LP Modern Sounds in Country And Western Music vol. 2 (5. September 1962), die LP Country And Western Meets Rhythm And Blues (die Tracks entstanden in anderen Studios, das Mastering fand bei Bell-Sound, im März 1965 statt).
Das Original von Twist and Shout entstand hier für die Top Notes am 23. Februar 1961. Als am 7. Mai 1962 nach Abschluss einer Aufnahmesession mit Chuck Jackson (LP Any Day Now) noch zehn Minuten Studiozeit freiblieb, ließ Musikproduzent Bert Berns die Isley Brothers kommen, um mit ihnen Twist and Shout erneut aufzunehmen. Da die Zeit bei der spontanen Aufnahmesession für die Aufnahme einer B-Seite nicht mehr reichte, wurde die Musikspur der A-Seite verwendet und als Spanish Twist tituliert. Weitere Studiokunden waren insbesondere die The Four Seasons (Big Girls Don’t Cry, Oktober 1962), Wilson Pickett (It’s Too Late, August 1963), Lesley Gore (It’s My Party, 30. März 1963; Judy’s Turn to Cry, 14. Mai 1963 und You Don’t Own Me, Dezember 1963). Phil Ramone – selbst Studiobetreiber – fungierte unter dem Produzenten Quincy Jones bei Lesley Gore als Toningenieur; im Wege des Overdub sang sie nochmals über ihre im Bell Sound Recording Studio bereits vorproduzierte Originalstimme.
Die Studiobelegung verbesserten auch Garnet Mimms (Cry Baby, Mai 1963), The Band (You know I Love You, 13. September 1961; Further On Up The Road/Nineteen Years Old, 18. September 1961; Who Do You Love, Januar 1963), Lloyd Price (LP Misty, September 1963), Dixie Cups (Chapel of Love, Mai 1964) oder Them (Gloria, Mai 1965). Die Rolling Stones, ansonsten Stammkunden in den Londoner Olympic Studios, kamen erstmals für Time is on my Side (Juni 1964) und kehrten für das Mastering der LP Their Satanic Majesties Request (November 1967) zurück. Inzwischen nahmen bei Bell die britischen The Zombies (She’s Not There, Oktober 1964), Ronettes (Walking in the Rain, Oktober 1964), The Impressions (Amen, November 1964), The Strangeloves (I Want Candy, April 1965), The McCoys (Hang On Sloopy, Juli 1965; Fever, November 1965) oder The Toys (A Lover’s Concerto, August 1965) auf. Len Barry ließ hier alle Hits produzieren, auch sein 1-2-3 (24. Juni 1965), Bobby Hebb erschien im Studio am 21. Februar 1966, um seine vielgecoverte Ballade Sunny aufzunehmen. Am 7. März 1966 nahmen Ike & Tina Turner River Deep – Mountain High auf, wobei Produzent Phil Spector 22.000 US-$ alleine für das Backing Track ausgab, weitere 20.000 US-$ erhielt Ike Turner, damit er vom Studio fernblieb.
Produzent Henry Glover bestellte die nach dem Überraschungserfolg von Hanky Panky eilig neu zusammengestellte Band Tommy James & the Shondells in die Bell-Sound Studios, wo noch im Juni 1966 Aufnahmen zur gleichnamigen LP stattfanden.
In den mittlerweile größten unabhängigen Tonstudios in New York machten Radio- und Fernsehwerbespots 1967 etwa 40 % des Umsatzes aus. Die Temptations, deren Heimat die Motown Recording Studios in Detroit waren, kamen für ihre LP In A Mellow Mood (Ol’ Man River/Hello Young Lovers, aufgenommen zwischen dem 7. April und 7. Oktober 1967). Am 26. Dezember 1967 führten die Studios das 12-Spurgerät ein, das neben der fortschrittlichen Technik aber auch ein Problem darstellte. Die Bell-Studios besaßen für einige Zeit das einzige Gerät in New York, so dass wegen mangelnder Kompatibilität die hier aufgenommenen Bänder in anderen Studios nicht bearbeitet werden konnten.
Nachdem im Januar 1968 Mitinhaber Don Cronin bei einem Flugzeugunglück ums Leben gekommen war, verkaufte Weintraub die Studios schließlich im November 1968 an Viewlex, der auch seit November 1968 Kama Sutra Records gehörte.

## Die 1970er Jahre
Die neuen Eigentümer hatten nicht viel Freude an den Studios. Hier nahmen noch die The Flamin’ Groovies ihre LP Teenage Head (Januar 1971) oder Roberta Flack ihre Single Feel Like Makin’ Love (13. Juni 1973) auf. Die Hard-Rock-Band Kiss begann am 10. Oktober 1973 mit den Aufnahmen zu ihrem ersten Album Kiss, das im Februar 1974 auf den Markt kam. Während des Jahres 1974 tauchten beim Tonstudio erste Zahlungsschwierigkeiten auf, schließlich stellten die Bell Sound Studios im November 1977 Konkursantrag. Damit erwies sich, dass den ehemaligen Studiogründern der Verkauf zum Höhepunkt des Erfolges gelang. Im Dezember 1974 veräußerte Viewlex einen wenig profitablen Geschäftszweig, nämlich seine Audio Visual Division (AVD). Dadurch entstanden drei operative Gruppen mit Buddah Records, Inc., Electro Sound Inc. sowie Custom Services, zu denen neben den Bell Sound Studios auch Sonic Recording Products, Inc., Monarch Record Mfg. Co. und einige andere gehörten. Die Bell Sound Recording Studios stellten ihren Betrieb schließlich im Jahre 1976 ein.
Die Bell Sound Recording Studios hatten keine rechtliche Beziehung zu dem New Yorker Independent-Plattenlabel Bell Records, das von Benny Bell im Jahre 1945 gegründet wurde. Auch die Bell Sound Studios, im Jahre 1965 von Bill Bell in Hollywood gegründet, besaßen keine Verwandtschaft zu dem New Yorker Tonstudios.